# Asturias (Leyenda)
Asturias (Leyenda) — композиція іспанського композитора та піаніста Ісаака Альбеніса, вперше опублікована в Барселоні в 1892 році.

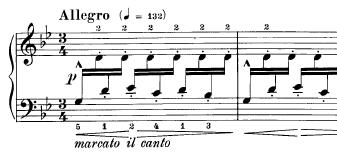
Фрагмент нотного запису композиції для фортепіано

Фрагмент триває близько шести хвилин і спочатку був написаний для фортепіано у ключі G мінор. Вирізняється тонкою, заплутаною мелодією середньої секції та різкими динамічними змінами.
Біограф Альбеніса, Вальтер Арон Кларк, описує твір як «чистий андалузький фламенко». У головній темі фортепіано імітує гітарну техніку чергування великого пальця та пальців правої руки.
Виконується відомими гітаристами на класичній та акустичній гітарах.